# Yamazaki Hōdai
Yamazaki Hōdai (jap. 山崎 方代; * 1. November 1914 in Kōfu; † 19. August 1985 in Kamakura) war ein japanischer Schriftsteller.

## Leben
Yamazaki begann bereits nach seiner Grundschulzeit Gedichte zu schreiben. Er schloss sich der Tanka-Gruppe Chijō (地上) an und veröffentlichte Tankas in Zeitungen und Zeitschriften, wobei er seinen Lebensunterhalt durch verschiedene Jobs verdiente. 1939 zog er zu seiner Schwester nach Yokohama und veröffentlichte eine erste Gedichtsammlung unter dem Titel Banshō Kuriawase (万障繰り合わせ) in einer mimeographierten Auflage von 100 Exemplaren.
1941 wurde er zum Militärdienst eingezogen, wo er bei Kampfhandlungen sein rechtes Auge verlor und auch am linken Auge stark geschädigt wurde. Nach dem Krieg trat er mehreren Tankagesellschaften bei und wurde zu einem der wichtigsten Vertreter der Tanka-Lyrik. 1955 erschien sein erster Gedichtband Hōdai (方代). Dieser fand die Beachtung des Lyrikers Yoshino Hideo, dessen Schüler Yamazaki wurde. Ab 1971 gab er mit Okabe Keiichirō und anderen das Literaturmagazin Kansho (寒暑) heraus.
Neben den genannten veröffentlichte Yamazaki die Gedichtbände Ubaguchi (右左口), Kōrogi (こおろぎ) und Kashō (迦葉) sowie eine Essaysammlung unter dem Titel Aojiso no Hana (青じその花).